# 청북국민학교 행화분교
청북국민학교 행화분교는 경상북도 영양군 청기면 재일로 795에 있었던 초등학교이다.

## 연혁
- 1962년 3월 1일 청북국민학교 행화분교장 개교(가교사)
- 1962년 8월 20일 교실 1동 완공 및 이전
- 1968년 7월 20일 교실 1칸 증축
- 1993년 3월 1일 폐교 및 일월국민학교 통합